# Taiwanie

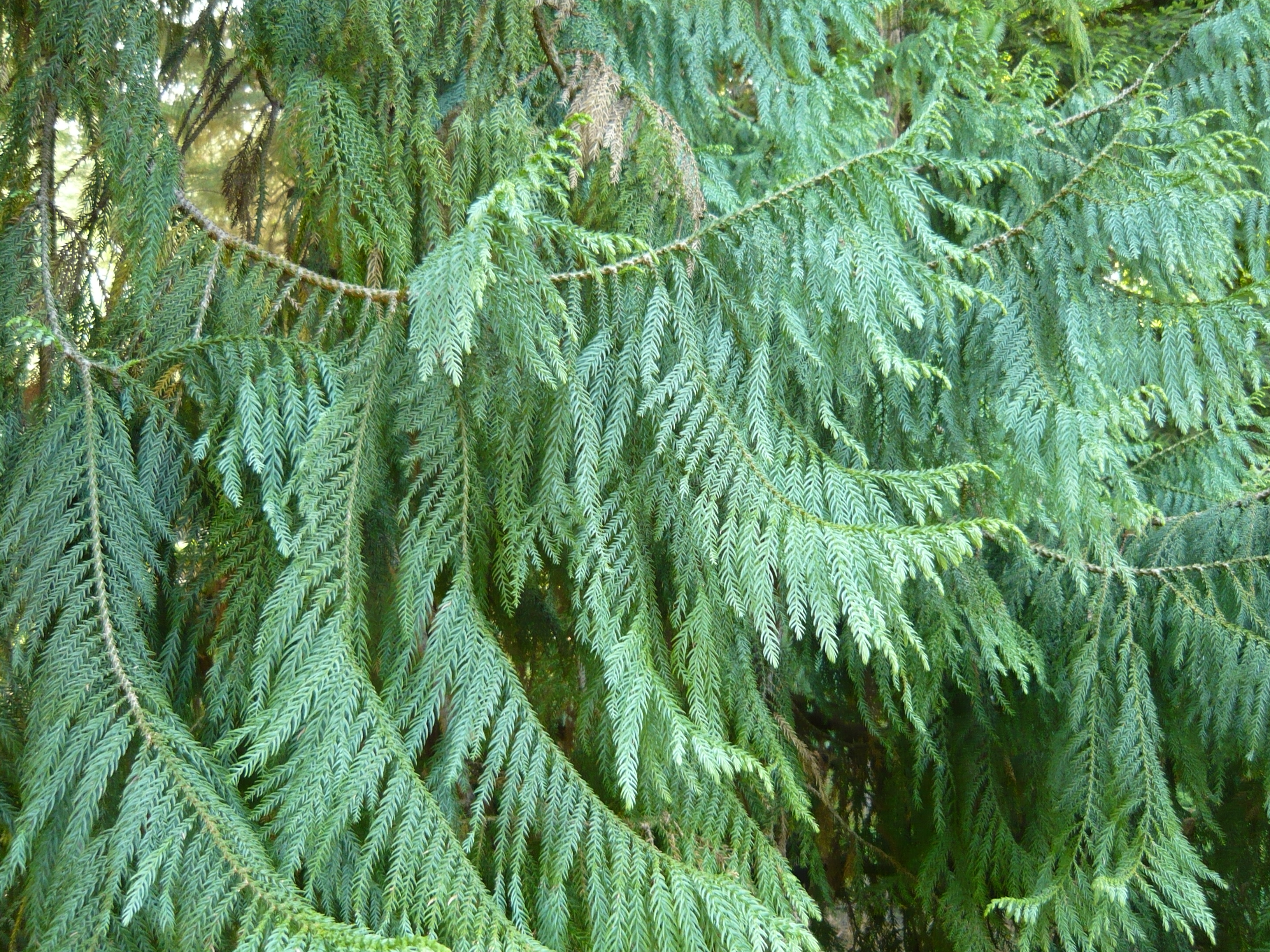
Äste

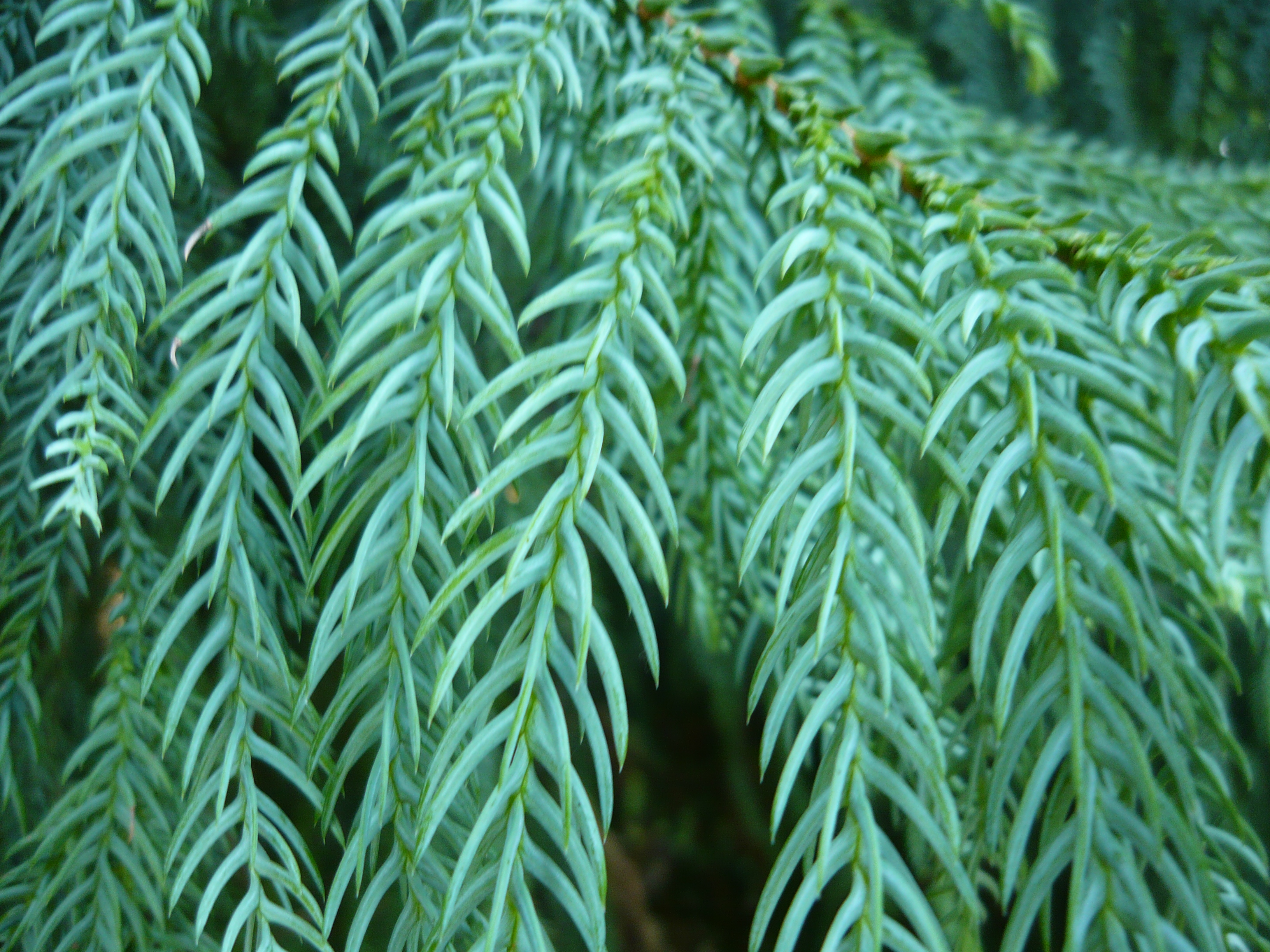
Junge Zweige mit typischer Belaubung

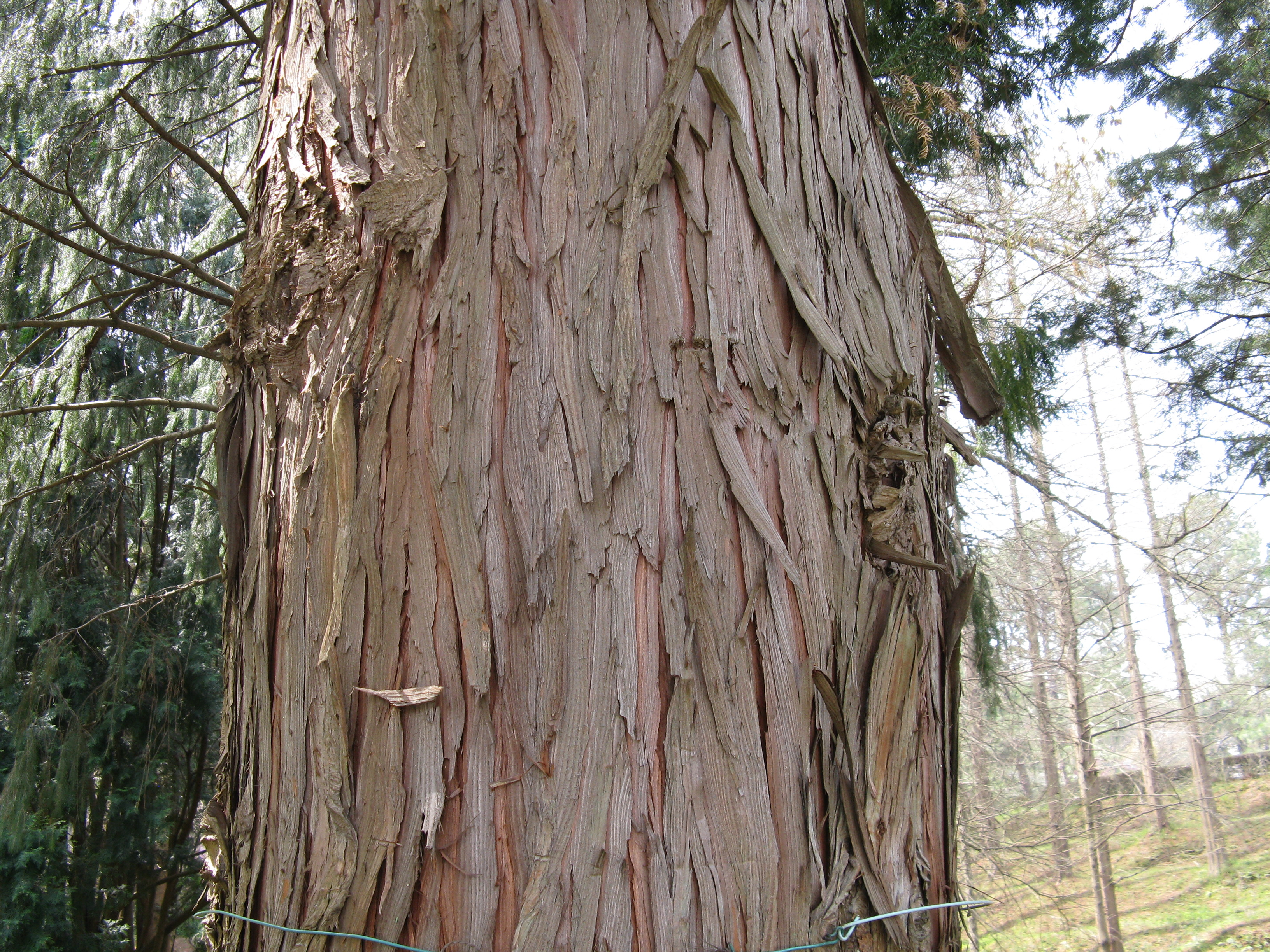
Borke

Die Taiwanie (Taiwania cryptomerioides) ist ein immergrüner Nadelbaum aus der Familie der Zypressengewächse (Cupressaceae). Sie ist die einzige Art der Gattung Taiwania, die früher aus Vertretern aus unterschiedlichen Verbreitungsgebieten bestand, denen man je einen eigenen Artstatus zuerkannt hatte. Die drei natürlichen Verbreitungsgebiete liegen auf Taiwan, in einem zusammenhängenden Gebiet in Südchina und Myanmar sowie in Vietnam. Die ältesten Funde von Fossilien, die sich nicht von Taiwania cryptomerioides unterscheiden lassen, stammen aus Alaska und sind bis zu 110 Millionen Jahre alt. Weitere und auch jüngere Fossilfunde aus Amerika, Europa und Asien zeigen erdgeschichtlich eine deutlich weitere Verbreitung. Die Taiwanie wurde von der International Dendrology Society (IDS) zum Baum des Jahres 2010 gewählt.

## Beschreibung

### Erscheinungsbild
Die Taiwanie ist ein immergrüner, einhäusiger Baum, der Höhen von 60 bis 65, selten 70 m erreicht, und gehört damit zu den größten Bäumen Asiens. Sie erreicht ein Alter von über 1600, wahrscheinlich sogar 2000 Jahren. Der Stamm ist gerade und erreicht einen Durchmesser von 3 bis 4 m über dem Stammanlauf mit seinen ausgeprägten Brettwurzeln. Die Borke größerer Bäume ist vergleichsweise dünn und schält sich in dünnen Streifen oder Schuppen. Sie wird später rissig, rötlich braun bis braun und verfärbt sich unter Witterungseinfluss grau. Die Äste sind ausgebreitet oder aufsteigend. Niedrig stehende, laubtragende Äste sind mehr oder weniger hängend und bilden bei jüngeren Bäumen eine kegel- oder pyramidenförmige Krone. Ältere Bäume haben eine kuppelartige oder flache Krone.

### Blätter
Die Blätter sind spiralig angeordnet, mit kurz herablaufendem Blattgrund und haben abhängig vom Alter der Bäume unterschiedliche Form und Farbe. Jüngere Bäume mit Höhen bis etwa 15 m und junge Zweige haben lange, pfriemliche und sichelförmig gebogene, zumindest 5 aber meist 10 bis 24 mm lange und 1,5 bis 3,5 mm breite Blätter, die zur Basis hin breiter sind. Sie haben stachelig auslaufende Blattspitzen, sind seitlich abgeflacht, haben eine gekielte Ober- und Unterseite und beidseitig drei bis sechs Spaltöffnungsstreifen. Die Farbe ist blaugrün. Die Blätter stehen im Winkel von 40° bis 70° von den Zweigen ab und bleiben etwa 30 Jahre erhalten. An älteren Bäumen haben die Zweige kurze, lanzettlich-spatelförmige, 3 bis 7 mm lange und 1,2 bis 3 mm breite, ganzrandige Blätter. Sie sind spitz, gebogen, freistehend. Beide Seiten sind glänzend dunkelgrün bis glänzend grün. Die Oberseite zeigt acht bis 13 Spaltöffnungsreihen, die Unterseite sechs bis neun Reihen beidseitig der Mittelrippe.

### Blüten und Zapfen
Die Pollenzapfen wachsen in endständigen Gruppen aus (2 bis) 3 bis 5 (bis 7) Zapfen auf Zweigen mit schuppenförmigen Blättern. Sie sind eiförmig-rundlich und 2 bis 3 mm lang. Die zahlreichen Mikrosporophylle sind spiralig angeordnet, schildförmig und haben meist 3, selten 2 oder 4 abaxiale Pollensäcke. Die Samenzapfen wachsen einzeln an den Zweigenden und reifen innerhalb eines Jahres zu elliptischen bis zylindrischen, braunen Zapfen von 9 bis 25, meist jedoch 12 bis 20 mm Länge, bei Durchmessern von 6 bis 11 mm. Die 12 bis 25, meist 14 bis 20 Zapfenschuppen gehen an der Basis graduell in die schuppenförmigen Blätter der Zweige über. Sie sind verkehrt dreieckig bis verkehrt spachtelförmig, 6 bis 10 mm lang und 5 bis 8 mm breit. Sie sind zur Basis hin keilförmig und gelblich bis rötlich braun; zur Spitze hin matt braun und stachelspitzig. Pro Zapfenschuppe werden zwei aufrechte Samenanlagen ausgebildet. Je Zapfen werden 14 bis 30 Samen gebildet. Die Samen sind eiförmig-länglich, flach, hellbraun bis lohfarben und ohne Flügel 4 mm lang und 2 bis 3 mm breit. Die zwei, 1 bis 2 mm breiten Flügel sind durchscheinend, überlappen sich etwas und umgeben den Samen. Die Bestäubung findet von April bis Mai statt, die Zapfen reifen von Oktober bis November.

### Chromosomenzahl
Die Chromosomenzahl beträgt 2n = 22.

## Verbreitung und Ökologie

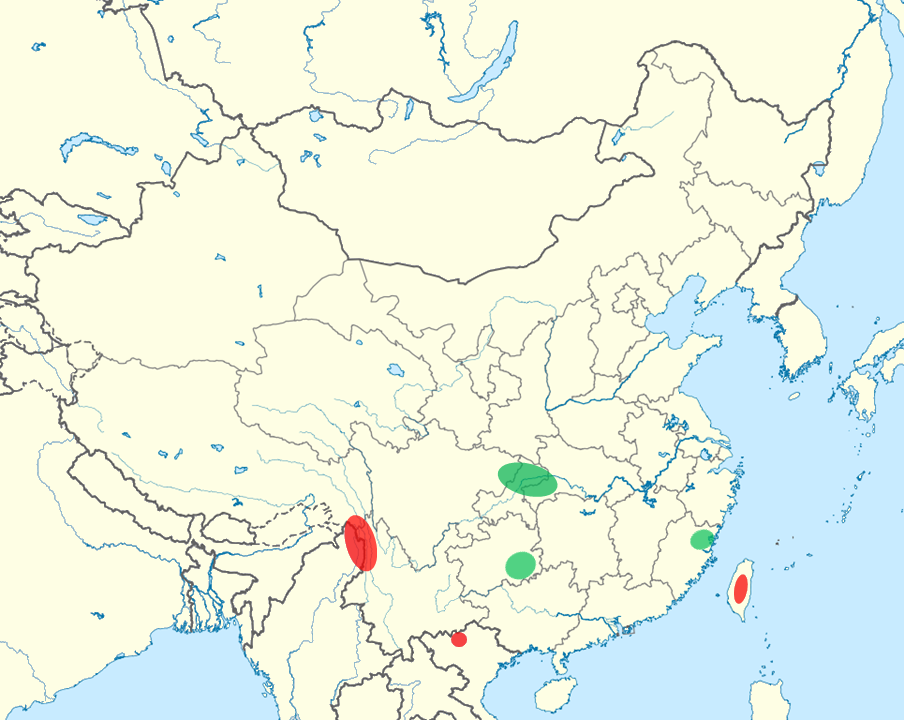
Verbreitung der Taiwanie, rot: natürliches Verbreitungsgebiet, grün: eingebürgert

Die natürlichen Verbreitungsgebiete liegen auf Taiwan im Landkreis Nantou, in China im Nordwesten der Provinz Yunnan und im Südosten Tibets, im Nordosten Myanmars und in Vietnam im Distrikt Van Ban in der Provinz Lào Cai.
Die Taiwanie wächst in Bergwäldern in Höhen von 1750 bis 2900 m ü. NN. Sie wächst meist in kleinen Gruppen in geschützten Seitentälern und erreicht ein Alter von über 1600 Jahren, möglicherweise sogar bis 2000 Jahre. Damit überlebt sie die meisten anderen Arten und kann Waldzerstörungen wie Brände nützen, um sich weiterzuverbreiten. Sie wächst auf gelben oder roten, sauren Böden, die durch Verwitterung von Granit oder Konglomeraten entstanden sind. Das Klima wird stark durch den Monsun beeinflusst mit Jahresniederschlägen die in China 4000 mm übersteigen und in Vietnam 3000 mm erreichen.
In Taiwan wächst sie im kühlen Nadelwaldgürtel zusammen mit den Scheinzypressen Chamaecyparis formosensis und Chamaecyparis obtusa var. formosana als vorherrschende Art. Daneben wachsen in dem Gebiet verstreut Vertreter von Calocedrus formosana, Cunninghamia konishii, der Taiwan-Fichte (Picea morrisonicola), der Chinesischen Douglasie (Pseudotsuga sinensis), der Himalaja-Eibe (Taxus wallichiana) und der Chinesischen Hemlocktanne (Tsuga chinensis) und Laubbäume aus der Gattung der Scheinkastanien (Castanopsis), der Eichen (Quercus) und der Radbaum (Trochodendron aralioides). Das Buschwerk besteht meist aus Camellia brevistyla, Arten der Gattung Rhododendron, Eurya und der Heidelbeeren (Vaccinium). Die Bambusart Yushania niitakeyamensis bedeckt größere Flächen. Als Mykorrhiza-Partner wurden Scutellospora calospora und Vertreter der Gattung Glomus identifiziert, die zu den Arbuskuläre Mykorrhizapilzen zählen.
In Yunnan und Myanmar wächst die Taiwanie in Nadelmischwäldern zusammen mit Abies forrestii, der Sargent-Fichte (Picea brachytyla), der Chinesischen Lärche (Larix potaninii), der Chinesischen Douglasie (Pseudotsuga sinensis) und der Himalaya-Hemlocktanne (Tsuga dumosa). Das Strauchwerk besteht aus Fortunes Kopfeibe (Cephalotaxus fortunei), der Himalaja-Eibe (Taxus wallichiana) und der Großen Nusseibe (Torreya grandis var. yunnanensis). Alle Bäume sind stark durch die Flechte Usnea longissima, Moose und Lebermoose bewachsen. Als Laubbäume wachsen besonders in niedrigeren Höhen Arten der Gattung der Ahorne (Acer), der Scheinkastanien (Castanopsis), Eichen (Quercus), Magnolien (Magnolia), Schima und der Mehlbeeren (Sorbus). Das Strauchwerk besteht aus Rhododendrenarten und Arten anderer Gattungen.
In Vietnam findet man sie in immergrünen Bergwäldern, in denen Vertreter der Familie der Buchengewächse (Fagaceae), der Lorbeergewächse (Lauraceae) und Arten der Magnoliengewächse (Magnoliaceae) vorherrschen. Als einziger größerer Nadelbaum tritt die Fujian-Zypresse (Fokienia hodginsii) auf.
Weitere verstreute Bestände von weniger als 100 Exemplaren existieren in Sekundärwäldern in China, so im Südosten von Guizhou, im Südwesten von Hubei, im Südosten von Sichuan und im Norden von Fujian in niedrigeren Höhenlagen von 750 bis 1200 m ü. NN. Diese Bestände sind eher klein und befinden sich in anderen Klimazonen als in den anderen Gebieten, man geht daher davon aus, dass sie eingebürgert wurden.

## Botanische Geschichte
Fossilfunde aus der Kreide bis in das Pliozän zeigen, dass die Taiwanie über eine sehr lange Zeit eine seltene jedoch weit verbreitete Art war. Aus den Fossilfunden kann die Artzugehörigkeit nicht eindeutig bestimmt werden, jedoch liegt die Form der gefundenen Zweige, Zapfen und Nadeln innerhalb der Variationsbreite der heutigen Taiwania cryptomerioides. Die Fossilfunde wurden teilweise als eigene Arten beschrieben, so die Funde auf Spitzbergen aus dem Paläozän als Taiwania schaeferi Schloemer-Jäger, Funde aus dem Eozän aus China als Taiwania fushunensis (Endo) Koidzumi, Funde aus Japan als Taiwania japonica (Thunberg ex L.f.) D. Don, Taiwania eocenica Matsuo, Taiwania paracryptomeroides Kilpper und Taiwania mesocryptomeroides Matsuo, und Funde aus Sibirien als Taiwania microphylla Sveshnikova & Budantsev und Taiwania cretacea Samylina.

### Kreide
Die ältesten Funde stammen aus dem Nordwesten Alaskas, aus dem Albium (untere Kreidezeit) und sind zwischen 110 und 100 Millionen Jahre alt. Die ältesten Funde aus Asien sind zwischen 100 und 90 Millionen Jahre alt (aus dem Cenomanium und Turonium der oberen Kreide) und stammen aus den Küstengebieten im Osten Russlands. Das Fehlen von älteren Funden aus Russland spricht dafür, dass es erst ab der oberen Kreidezeit eine Landverbindung über die Beringstraße zwischen Amerika und Asien gegeben hat, was durch andere Funde von Pflanzen und Tieren belegt wird. Damit erstreckte sich das Verbreitungsgebiet der Art von 63° bis 75° nördliche Breite und deckt sich mit dem anderer Gattungen, etwa Pseudolarix, Glyptostrobus und Metasequoia. Die mittleren Jahrestemperaturen reichten von 13 bis 20 °Celsius. Weitere Funde aus der späten Kreide stammen aus Japan (36° bis 43° nördliche Breite) und sind etwa 90 bis 83 Millionen Jahre (Coniacium und Santonium) und 75 bis 70 Millionen Jahre (Maastrichtium) alt. Die mittlere Jahrestemperatur lag bei etwa 20 °Celsius.

### Paläogen
In der Übergangszeit zum Paläogen wurde das Klima in Nordamerika feuchter und wärmer. Die Taiwanie verbreitete sich von Alaska nach Osten bis in die arktischen Zonen des heutigen Kanadas und nach Spitzbergen, das zu dieser Zeit über Grönland mit Nordamerika verbunden war. Von dort stammen 65 bis 55 Millionen Jahre alte Funde aus dem Paläozän. In dieser Zeit erreichte das Verbreitungsgebiet die größte Ausdehnung und erstreckte sich von 33° bis 80° nördliche Breite in subtropischem bis kühl-gemäßigtem Klima. Sie breitete sich jedoch nicht wie einige Laubbaumarten weiter bis nach Kontinental-Europa aus. In Amerika konnte sich die Art in hohen nördlichen Breiten zumindest bis Mitte des Eozäns halten, wie Funde auf der im Norden Kanadas liegenden Axel Heiberg Island belegen. Für die Zeit danach fehlen jedoch Fossilfunde.
Zu Beginn des Oligozän gelangte die Art jedoch von Osten aus nach Westsibirien und Europa. Voraussetzung dafür war das Austrocknen eines flachen Meeresarms (englisch: Turgai Strait) zwischen dem Thetis-Meer und dem arktischen Meer, der West- und Ostasien trennte, verbunden mit einer allgemeinen Abkühlung des Klimas vor etwa 34 Millionen Jahren. Fossilien aus dieser Zeit wurden in Aserbaidschan, Kasachstan, Russland und Deutschland (nahe Leipzig und nahe Bautzen) gefunden.

### Neogen
Im Miozän wurde das Klima kälter und trockener und die Taiwanie verschwand wieder aus Westsibirien. In Europa konnte sie sich jedoch in trockeneren Gebieten im sonst eher feuchten Umland noch halten, so gibt es Fossilfunde aus mehreren Gebieten in Deutschland (so nahe Bautzen, Kreuzau und Eschweiler), aus Bulgarien und Russland aus dieser Zeit. Die jüngsten Fossilien aus Europa stammen aus dem frühen Pliozän und wurden in der Nähe von Castell’Arquato in Italien gefunden.
In Japan konnte die Art im Miozän auf Honshū und Hokkaidō nachgewiesen werden. Auf Hokkaidō verschwand sie im Pliozän, konnte sich jedoch vorerst auf Honshū und Kyūshū halten, wo sie am Ende des Pliozäns ebenfalls verschwand. Die Ursachen für das Verschwinden der Art war weniger das kühlere, sondern eher das trockenere Klima zu dieser Zeit.

### Quartär
Die letzten Fossilfunde aus dem Osten und Südosten Kontinental-Asiens, zu dem die heutigen Verbreitungsgebiete zählen, stammen aus dem Oligozän, was die Frage aufwirft, wie sich die heutigen Bestände gebildet haben. Genetische Untersuchungen der DNA der Chloroplasten zeigen eine nahe Verwandtschaft der Vertreter im Verbreitungsgebiet an der Grenze zwischen China und Myanmar, in Vietnam und der verstreuten Bestände in anderen Gebieten Chinas. Zwischen diesen Beständen dürften noch vor etwa einer Million Jahre ein genetischer Austausch stattgefunden haben. Die DNA der Chloroplasten zu den Beständen auf Taiwan unterscheiden sich stärker, was auf eine Trennung der Verbreitungsgebiete auf Taiwan und in Kontinental-China vor etwa 3 bis 3,5 Millionen Jahren schließen lässt. Diese Trennung des Verbreitungsgebiets fällt mit dem beschleunigten Ansteigen des Qinghai-Xizang-Plateaus und des Himalaya im späten Pliozän zusammen, das zu einem trockeneren und allgemein kühleren Klima führte. Die Bestände auf Taiwan könnten entweder über die am Beginn des Pleistozäns trockene Taiwanstraße vom Festland aus oder über die Ryūkyū-Inseln aus Japan erfolgt sein. Die Bestände am Festland wurden wahrscheinlich im frühen und mittleren Pleistozän durch verstärkte Vergletscherungen während der Eiszeit weiter zurückgedrängt, was zu der weiteren Aufspaltung des Verbreitungsgebiets geführt hat, wo die Art nur in Refugialräumen überleben konnte.

## Gefährdung und Schutz
Das Verbreitungsgebiet der Taiwanie war vor 500 Jahren noch deutlich größer. Sie wurde jedoch wegen ihres wertvollen Holzes häufig gefällt, womit die Bestände um zumindest 30 bis 49 % verringert wurden. Die heutigen Bestände sind jedoch großteils stabil. Sie wird allerdings in der Roten Liste der IUCN als gefährdet („vulnerable“) geführt.
In China wurden vor allem die Bestände im Süden in den letzten 100 Jahren stark verringert, doch wurde die Art auch außerhalb des natürlichen Verbreitungsgebiets eingebürgert. Die Bestände werden insgesamt etwa auf 55.000 Exemplare geschätzt, wobei unklar ist, wie viele davon ausgewachsen sind. Vor allem in Yunnan wurden alte Bestände bis in das Jahr 2000 abgeholzt. Seit 2001 ist das Fällen von Bäumen in China verboten.
In Vietnam kennt man die Art nur aus einem Gebiet von etwa 3 km², in dem etwa 100 Bäume stehen. Diese sind aufgrund ihrer geringen Zahl vom Aussterben bedroht („critically endangered“). Das Gebiet wird einerseits durch Brandrodung zerstört, um Grasland für Viehweiden zu gewinnen, andererseits werden Bestände abgeholzt. Es wird geschätzt, dass so etwa 80 % des Habitats zerstört wurden. Das Verbreitungsgebiet liegt in keiner geschützten Zone, doch wird durch das lokale Waldschutzamt und andere Gruppen an einem Schutzprogramm für die jetzigen Bestände gearbeitet. Zusätzlich wurden Saatbanken angelegt, um eine Wiederaufforstung zu ermöglichen.
Über die Bestände in Myanmar ist wenig bekannt, jedoch werden in einigen Gebieten, beispielsweise auf den Westhängen des Gaoligong Shan, extensiv Bäume wegen ihres wertvollen Holzes gefällt.
In Taiwan wurden neue, umfangreiche Verbreitungsgebiete im Südosten der Insel entdeckt, insgesamt gibt es auf der Insel etwa 10.000 ausgewachsene Exemplare. Durch den 1984 gegründeten Yushan-Nationalpark sind die Bäume einiger Standorte geschützt, doch wurden zur gleichen Zeit andere Standorte abgeholzt.

## Systematik und Forschungsgeschichte
Die Taiwanie (Taiwania cryptomerioides) ist eine Art aus der monotypischen Gattung Taiwania in der Familie der Zypressengewächse (Cupressaceae). Der Gattungsname Taiwania verweist auf das Verbreitungsgebiet auf Taiwan. Das Artepitheton cryptomerioides leitet sich vom Gattungsnamen der Sicheltanne (Cryptomeria) ab, da die Blätter junger Bäume denen der Sicheltanne ähneln.
Die Art wurde von Hayata Bunzō 1906 im Botanical Journal of the Linnean Society wissenschaftlich erstbeschrieben. Als Unterscheidungsmerkmal verweist er auf die einzigartige Form der Zapfen, die der Zapfenform von Cunninghamia etwa in der Struktur und in der Form der Samen und der Flügel ähnelt, sich jedoch durch die Anzahl der Samenanlagen je Deckschuppe und durch die fehlenden samentragenden Schuppen von dieser deutlich unterscheidet. Außerdem entspricht der Habitus der von Cryptomeria. Diese Merkmale veranlassten Hayata, die Art nicht der Gattung Cunninghamia zuzuordnen, sondern eine neue Gattung Taiwania aufzustellen. Das für die Beschreibung verwendete Material wurde von dem Botaniker Konishi Nariaki schon 1904 am Massiv des Yushan (englisch Mount Morrison) auf Taiwan in 2000 Meter ü. NN gefunden. Hayata Bunzō (1874–1934) war ein japanischer Botaniker an der Kaiserlichen Universität Tokio und untersuchte während der japanischen Besetzung von Taiwan (1895–1945) die Flora der Insel. Er selbst empfand die Erstbeschreibung der Art als seinen größten Beitrag zur Botanik. Er ehrte 1908 Konishi durch das Artepitheton von Cunninghamia konishii, die heute häufig nur als Varietät der Spießtanne (Cunninghamia lanceolata var. konishii) eingestuft wird.
Teile von jungen Taiwanien wurden bereits 1886 von D.J. Anderson in China, im Westen von Yunnan, von kultivierten Bäumen gesammelt, jedoch der Sicheltanne (Cryptomeria japonica) zugeschrieben und als solche im Herbarium der Royal Botanic Gardens in Kew aufbewahrt. Weitere frühe Sammlungen gab es 1912 durch M. Kyaw für J.H. Lace und 1915 durch J. S. Gamble in Myanmar. 1916 fand der österreichische Botaniker Heinrich Handel-Mazzetti Exemplare in Yunnan. Sein Material wurde 1939 von Henri Marcel Gaussen verwendet, um eine eigene Art Taiwania flousiana zu definieren, die sich durch die Größe und die Anzahl der Schuppen der Samenzapfen von Taiwania cryptomerioides unterscheiden soll. Später verwendete Gen’ichi Koidzumi das gleiche Material um sie als Art Taiwania yunnanensis zu beschreiben. Er führte Unterschiede im Aufbau der Samenflügel als Unterscheidungsmerkmal an. Eine weitere Sammlung wurde 1918 ebenso in Yunnan durch den schottischen Botaniker George Forrest durchgeführt. Der britische Botaniker Henry John Elwes (1846–1922) war der erste westliche Dendrologe, der die Art 1912 in ihrer natürlichen Umgebung sah. Ernest Wilson nahm die ersten Exemplare mit in den Westen.
Das stark räumlich getrennte Verbreitungsgebiet in Yunnan und Myanmar im Westen und Taiwan im Osten ist wohl der Hauptgrund für die Aufteilung in mehrere Arten Taiwania cryptomerioides, Taiwania yunnanensis und Taiwania flousiana, die auf Unterschiede in der Größe der Zapfen und der Anzahl der Samenschuppen begründet war. Eine sorgfältig ausgeführter Vergleich durch Aljos Farjon konnte jedoch keine konsistenten Unterschiede in der Morphologie von Vertretern der beiden Areale feststellen. Exemplare aus dem später entdeckten Verbreitungsgebiet in Vietnam passen ebenfalls gut in das Schema. Daher werden die Namen Taiwania flousiana Gaussen und Taiwania yunnanensis Koidz. nur mehr als Synonyme aufgefasst.
Die Gattung wurde anfangs zusammen mit der Sicheltanne (Cryptomeria japonica) und der Spießtanne (Cunninghamia lanceolata), dem Küstenmammutbaum (Sequoia sempervirens), dem Riesenmammutbaum (Sequoiadendron giganteum), dem Urweltmammutbaum (Metasequoia glyptostroboides) und der Chinazypresse (Glyptostrobus pensilis), den Schuppenfichten (Athrotaxis) und den Sumpfzypressen (Taxodium) der als eigenständig betrachteten Familie der Sumpfzypressengewächse (Taxodiaceae Warming) zugeordnet. Diese Gattungen werden heute zu den Zypressengewächsen gerechnet, wobei die Gattungen Taiwania, Cunninghamia und Athrotaxis in jeweils monogenerischen Unterfamilien (Taiwanioideae, Cunninghamioideae, Athrotaxoideae) eingeordnet werden.
Nach molekulargenetischen und morphologischen Untersuchungen ist die Gattung Taiwania ein Schwestertaxon zu allen anderen Vertretern der Zypressengewächse mit Ausnahme von Cunninghamia, die ein Schwestertaxon zu allen anderen Vertretern der Zypressengewächse darstellt. Für die Zypressengewächse ergeben sich nach dieser Untersuchung Verwandtschaftsverhältnisse wie sie im folgenden Kladogramm dargestellt sind. Das Kladogramm wird durch rein morphologische Untersuchungen unter anderem an den Deck- und Samenschuppen der Zapfen bestätigt.
|  | Callitroideae (Actinostrobus, Callitris, Neocallitropsis, Diselma, Fitzroya, Widdringtonia, Austrocedrus, Libocedrus, Pilgerodendron, Papuacedrus)  |
|  | |
|  | \| \| Cupressoideae (Calocedrus, Microbiota, Platycladus, Tetraclinis, Chamaecyparis, Cupressus, Juniperus, Fokienia, Thuja, Thujopsis) \| \| \| \| |
|  | |
|  | Cupressoideae (Calocedrus, Microbiota, Platycladus, Tetraclinis, Chamaecyparis, Cupressus, Juniperus, Fokienia, Thuja, Thujopsis)                   |
|  | |

|  | Cupressoideae (Calocedrus, Microbiota, Platycladus, Tetraclinis, Chamaecyparis, Cupressus, Juniperus, Fokienia, Thuja, Thujopsis) |
|  | |

|  | Callitroideae (Actinostrobus, Callitris, Neocallitropsis, Diselma, Fitzroya, Widdringtonia, Austrocedrus, Libocedrus, Pilgerodendron, Papuacedrus)  |
|  | |
|  | \| \| Cupressoideae (Calocedrus, Microbiota, Platycladus, Tetraclinis, Chamaecyparis, Cupressus, Juniperus, Fokienia, Thuja, Thujopsis) \| \| \| \| |
|  | |
|  | Cupressoideae (Calocedrus, Microbiota, Platycladus, Tetraclinis, Chamaecyparis, Cupressus, Juniperus, Fokienia, Thuja, Thujopsis)                   |
|  | |

|  | Cupressoideae (Calocedrus, Microbiota, Platycladus, Tetraclinis, Chamaecyparis, Cupressus, Juniperus, Fokienia, Thuja, Thujopsis) |
|  | |

|  | Callitroideae (Actinostrobus, Callitris, Neocallitropsis, Diselma, Fitzroya, Widdringtonia, Austrocedrus, Libocedrus, Pilgerodendron, Papuacedrus)  |
|  | |
|  | \| \| Cupressoideae (Calocedrus, Microbiota, Platycladus, Tetraclinis, Chamaecyparis, Cupressus, Juniperus, Fokienia, Thuja, Thujopsis) \| \| \| \| |
|  | |
|  | Cupressoideae (Calocedrus, Microbiota, Platycladus, Tetraclinis, Chamaecyparis, Cupressus, Juniperus, Fokienia, Thuja, Thujopsis)                   |
|  | |

|  | Cupressoideae (Calocedrus, Microbiota, Platycladus, Tetraclinis, Chamaecyparis, Cupressus, Juniperus, Fokienia, Thuja, Thujopsis) |
|  | |

|  | Callitroideae (Actinostrobus, Callitris, Neocallitropsis, Diselma, Fitzroya, Widdringtonia, Austrocedrus, Libocedrus, Pilgerodendron, Papuacedrus)  |
|  | |
|  | \| \| Cupressoideae (Calocedrus, Microbiota, Platycladus, Tetraclinis, Chamaecyparis, Cupressus, Juniperus, Fokienia, Thuja, Thujopsis) \| \| \| \| |
|  | |
|  | Cupressoideae (Calocedrus, Microbiota, Platycladus, Tetraclinis, Chamaecyparis, Cupressus, Juniperus, Fokienia, Thuja, Thujopsis)                   |
|  | |

|  | Cupressoideae (Calocedrus, Microbiota, Platycladus, Tetraclinis, Chamaecyparis, Cupressus, Juniperus, Fokienia, Thuja, Thujopsis) |
|  | |

|  | Callitroideae (Actinostrobus, Callitris, Neocallitropsis, Diselma, Fitzroya, Widdringtonia, Austrocedrus, Libocedrus, Pilgerodendron, Papuacedrus)  |
|  | |
|  | \| \| Cupressoideae (Calocedrus, Microbiota, Platycladus, Tetraclinis, Chamaecyparis, Cupressus, Juniperus, Fokienia, Thuja, Thujopsis) \| \| \| \| |
|  | |
|  | Cupressoideae (Calocedrus, Microbiota, Platycladus, Tetraclinis, Chamaecyparis, Cupressus, Juniperus, Fokienia, Thuja, Thujopsis)                   |
|  | |

|  | Cupressoideae (Calocedrus, Microbiota, Platycladus, Tetraclinis, Chamaecyparis, Cupressus, Juniperus, Fokienia, Thuja, Thujopsis) |
|  | |

|  | Callitroideae (Actinostrobus, Callitris, Neocallitropsis, Diselma, Fitzroya, Widdringtonia, Austrocedrus, Libocedrus, Pilgerodendron, Papuacedrus)  |
|  | |
|  | \| \| Cupressoideae (Calocedrus, Microbiota, Platycladus, Tetraclinis, Chamaecyparis, Cupressus, Juniperus, Fokienia, Thuja, Thujopsis) \| \| \| \| |
|  | |
|  | Cupressoideae (Calocedrus, Microbiota, Platycladus, Tetraclinis, Chamaecyparis, Cupressus, Juniperus, Fokienia, Thuja, Thujopsis)                   |
|  | |

|  | Cupressoideae (Calocedrus, Microbiota, Platycladus, Tetraclinis, Chamaecyparis, Cupressus, Juniperus, Fokienia, Thuja, Thujopsis) |
|  | |

|  | Callitroideae (Actinostrobus, Callitris, Neocallitropsis, Diselma, Fitzroya, Widdringtonia, Austrocedrus, Libocedrus, Pilgerodendron, Papuacedrus)  |
|  | |
|  | \| \| Cupressoideae (Calocedrus, Microbiota, Platycladus, Tetraclinis, Chamaecyparis, Cupressus, Juniperus, Fokienia, Thuja, Thujopsis) \| \| \| \| |
|  | |
|  | Cupressoideae (Calocedrus, Microbiota, Platycladus, Tetraclinis, Chamaecyparis, Cupressus, Juniperus, Fokienia, Thuja, Thujopsis)                   |
|  | |

|  | Cupressoideae (Calocedrus, Microbiota, Platycladus, Tetraclinis, Chamaecyparis, Cupressus, Juniperus, Fokienia, Thuja, Thujopsis) |
|  | |

|  | Callitroideae (Actinostrobus, Callitris, Neocallitropsis, Diselma, Fitzroya, Widdringtonia, Austrocedrus, Libocedrus, Pilgerodendron, Papuacedrus)  |
|  | |
|  | \| \| Cupressoideae (Calocedrus, Microbiota, Platycladus, Tetraclinis, Chamaecyparis, Cupressus, Juniperus, Fokienia, Thuja, Thujopsis) \| \| \| \| |
|  | |
|  | Cupressoideae (Calocedrus, Microbiota, Platycladus, Tetraclinis, Chamaecyparis, Cupressus, Juniperus, Fokienia, Thuja, Thujopsis)                   |
|  | |

|  | Cupressoideae (Calocedrus, Microbiota, Platycladus, Tetraclinis, Chamaecyparis, Cupressus, Juniperus, Fokienia, Thuja, Thujopsis) |
|  | |

|  | Callitroideae (Actinostrobus, Callitris, Neocallitropsis, Diselma, Fitzroya, Widdringtonia, Austrocedrus, Libocedrus, Pilgerodendron, Papuacedrus)  |
|  | |
|  | \| \| Cupressoideae (Calocedrus, Microbiota, Platycladus, Tetraclinis, Chamaecyparis, Cupressus, Juniperus, Fokienia, Thuja, Thujopsis) \| \| \| \| |
|  | |
|  | Cupressoideae (Calocedrus, Microbiota, Platycladus, Tetraclinis, Chamaecyparis, Cupressus, Juniperus, Fokienia, Thuja, Thujopsis)                   |
|  | |

|  | Cupressoideae (Calocedrus, Microbiota, Platycladus, Tetraclinis, Chamaecyparis, Cupressus, Juniperus, Fokienia, Thuja, Thujopsis) |
|  | |

|  | Callitroideae (Actinostrobus, Callitris, Neocallitropsis, Diselma, Fitzroya, Widdringtonia, Austrocedrus, Libocedrus, Pilgerodendron, Papuacedrus)  |
|  | |
|  | \| \| Cupressoideae (Calocedrus, Microbiota, Platycladus, Tetraclinis, Chamaecyparis, Cupressus, Juniperus, Fokienia, Thuja, Thujopsis) \| \| \| \| |
|  | |
|  | Cupressoideae (Calocedrus, Microbiota, Platycladus, Tetraclinis, Chamaecyparis, Cupressus, Juniperus, Fokienia, Thuja, Thujopsis)                   |
|  | |

|  | Cupressoideae (Calocedrus, Microbiota, Platycladus, Tetraclinis, Chamaecyparis, Cupressus, Juniperus, Fokienia, Thuja, Thujopsis) |
|  | |

|  | Callitroideae (Actinostrobus, Callitris, Neocallitropsis, Diselma, Fitzroya, Widdringtonia, Austrocedrus, Libocedrus, Pilgerodendron, Papuacedrus)  |
|  | |
|  | \| \| Cupressoideae (Calocedrus, Microbiota, Platycladus, Tetraclinis, Chamaecyparis, Cupressus, Juniperus, Fokienia, Thuja, Thujopsis) \| \| \| \| |
|  | |
|  | Cupressoideae (Calocedrus, Microbiota, Platycladus, Tetraclinis, Chamaecyparis, Cupressus, Juniperus, Fokienia, Thuja, Thujopsis)                   |
|  | |

|  | Cupressoideae (Calocedrus, Microbiota, Platycladus, Tetraclinis, Chamaecyparis, Cupressus, Juniperus, Fokienia, Thuja, Thujopsis) |
|  | |

|  | Callitroideae (Actinostrobus, Callitris, Neocallitropsis, Diselma, Fitzroya, Widdringtonia, Austrocedrus, Libocedrus, Pilgerodendron, Papuacedrus)  |
|  | |
|  | \| \| Cupressoideae (Calocedrus, Microbiota, Platycladus, Tetraclinis, Chamaecyparis, Cupressus, Juniperus, Fokienia, Thuja, Thujopsis) \| \| \| \| |
|  | |
|  | Cupressoideae (Calocedrus, Microbiota, Platycladus, Tetraclinis, Chamaecyparis, Cupressus, Juniperus, Fokienia, Thuja, Thujopsis)                   |
|  | |

|  | Cupressoideae (Calocedrus, Microbiota, Platycladus, Tetraclinis, Chamaecyparis, Cupressus, Juniperus, Fokienia, Thuja, Thujopsis) |
|  | |

|  | Callitroideae (Actinostrobus, Callitris, Neocallitropsis, Diselma, Fitzroya, Widdringtonia, Austrocedrus, Libocedrus, Pilgerodendron, Papuacedrus)  |
|  | |
|  | \| \| Cupressoideae (Calocedrus, Microbiota, Platycladus, Tetraclinis, Chamaecyparis, Cupressus, Juniperus, Fokienia, Thuja, Thujopsis) \| \| \| \| |
|  | |
|  | Cupressoideae (Calocedrus, Microbiota, Platycladus, Tetraclinis, Chamaecyparis, Cupressus, Juniperus, Fokienia, Thuja, Thujopsis)                   |
|  | |

|  | Cupressoideae (Calocedrus, Microbiota, Platycladus, Tetraclinis, Chamaecyparis, Cupressus, Juniperus, Fokienia, Thuja, Thujopsis) |
|  | |

|  | Callitroideae (Actinostrobus, Callitris, Neocallitropsis, Diselma, Fitzroya, Widdringtonia, Austrocedrus, Libocedrus, Pilgerodendron, Papuacedrus)  |
|  | |
|  | \| \| Cupressoideae (Calocedrus, Microbiota, Platycladus, Tetraclinis, Chamaecyparis, Cupressus, Juniperus, Fokienia, Thuja, Thujopsis) \| \| \| \| |
|  | |
|  | Cupressoideae (Calocedrus, Microbiota, Platycladus, Tetraclinis, Chamaecyparis, Cupressus, Juniperus, Fokienia, Thuja, Thujopsis)                   |
|  | |

|  | Cupressoideae (Calocedrus, Microbiota, Platycladus, Tetraclinis, Chamaecyparis, Cupressus, Juniperus, Fokienia, Thuja, Thujopsis) |
|  | |

|  | Callitroideae (Actinostrobus, Callitris, Neocallitropsis, Diselma, Fitzroya, Widdringtonia, Austrocedrus, Libocedrus, Pilgerodendron, Papuacedrus)  |
|  | |
|  | \| \| Cupressoideae (Calocedrus, Microbiota, Platycladus, Tetraclinis, Chamaecyparis, Cupressus, Juniperus, Fokienia, Thuja, Thujopsis) \| \| \| \| |
|  | |
|  | Cupressoideae (Calocedrus, Microbiota, Platycladus, Tetraclinis, Chamaecyparis, Cupressus, Juniperus, Fokienia, Thuja, Thujopsis)                   |
|  | |

|  | Cupressoideae (Calocedrus, Microbiota, Platycladus, Tetraclinis, Chamaecyparis, Cupressus, Juniperus, Fokienia, Thuja, Thujopsis) |
|  | |

|  | Callitroideae (Actinostrobus, Callitris, Neocallitropsis, Diselma, Fitzroya, Widdringtonia, Austrocedrus, Libocedrus, Pilgerodendron, Papuacedrus)  |
|  | |
|  | \| \| Cupressoideae (Calocedrus, Microbiota, Platycladus, Tetraclinis, Chamaecyparis, Cupressus, Juniperus, Fokienia, Thuja, Thujopsis) \| \| \| \| |
|  | |
|  | Cupressoideae (Calocedrus, Microbiota, Platycladus, Tetraclinis, Chamaecyparis, Cupressus, Juniperus, Fokienia, Thuja, Thujopsis)                   |
|  | |

|  | Cupressoideae (Calocedrus, Microbiota, Platycladus, Tetraclinis, Chamaecyparis, Cupressus, Juniperus, Fokienia, Thuja, Thujopsis) |
|  | |

|  | Callitroideae (Actinostrobus, Callitris, Neocallitropsis, Diselma, Fitzroya, Widdringtonia, Austrocedrus, Libocedrus, Pilgerodendron, Papuacedrus)  |
|  | |
|  | \| \| Cupressoideae (Calocedrus, Microbiota, Platycladus, Tetraclinis, Chamaecyparis, Cupressus, Juniperus, Fokienia, Thuja, Thujopsis) \| \| \| \| |
|  | |
|  | Cupressoideae (Calocedrus, Microbiota, Platycladus, Tetraclinis, Chamaecyparis, Cupressus, Juniperus, Fokienia, Thuja, Thujopsis)                   |
|  | |

|  | Cupressoideae (Calocedrus, Microbiota, Platycladus, Tetraclinis, Chamaecyparis, Cupressus, Juniperus, Fokienia, Thuja, Thujopsis) |
|  | |

|  | Callitroideae (Actinostrobus, Callitris, Neocallitropsis, Diselma, Fitzroya, Widdringtonia, Austrocedrus, Libocedrus, Pilgerodendron, Papuacedrus)  |
|  | |
|  | \| \| Cupressoideae (Calocedrus, Microbiota, Platycladus, Tetraclinis, Chamaecyparis, Cupressus, Juniperus, Fokienia, Thuja, Thujopsis) \| \| \| \| |
|  | |
|  | Cupressoideae (Calocedrus, Microbiota, Platycladus, Tetraclinis, Chamaecyparis, Cupressus, Juniperus, Fokienia, Thuja, Thujopsis)                   |
|  | |

|  | Cupressoideae (Calocedrus, Microbiota, Platycladus, Tetraclinis, Chamaecyparis, Cupressus, Juniperus, Fokienia, Thuja, Thujopsis) |
|  | |

|  | Callitroideae (Actinostrobus, Callitris, Neocallitropsis, Diselma, Fitzroya, Widdringtonia, Austrocedrus, Libocedrus, Pilgerodendron, Papuacedrus)  |
|  | |
|  | \| \| Cupressoideae (Calocedrus, Microbiota, Platycladus, Tetraclinis, Chamaecyparis, Cupressus, Juniperus, Fokienia, Thuja, Thujopsis) \| \| \| \| |
|  | |
|  | Cupressoideae (Calocedrus, Microbiota, Platycladus, Tetraclinis, Chamaecyparis, Cupressus, Juniperus, Fokienia, Thuja, Thujopsis)                   |
|  | |

|  | Cupressoideae (Calocedrus, Microbiota, Platycladus, Tetraclinis, Chamaecyparis, Cupressus, Juniperus, Fokienia, Thuja, Thujopsis) |
|  | |

|  | Callitroideae (Actinostrobus, Callitris, Neocallitropsis, Diselma, Fitzroya, Widdringtonia, Austrocedrus, Libocedrus, Pilgerodendron, Papuacedrus)  |
|  | |
|  | \| \| Cupressoideae (Calocedrus, Microbiota, Platycladus, Tetraclinis, Chamaecyparis, Cupressus, Juniperus, Fokienia, Thuja, Thujopsis) \| \| \| \| |
|  | |
|  | Cupressoideae (Calocedrus, Microbiota, Platycladus, Tetraclinis, Chamaecyparis, Cupressus, Juniperus, Fokienia, Thuja, Thujopsis)                   |
|  | |

|  | Cupressoideae (Calocedrus, Microbiota, Platycladus, Tetraclinis, Chamaecyparis, Cupressus, Juniperus, Fokienia, Thuja, Thujopsis) |
|  | |

|  | Callitroideae (Actinostrobus, Callitris, Neocallitropsis, Diselma, Fitzroya, Widdringtonia, Austrocedrus, Libocedrus, Pilgerodendron, Papuacedrus)  |
|  | |
|  | \| \| Cupressoideae (Calocedrus, Microbiota, Platycladus, Tetraclinis, Chamaecyparis, Cupressus, Juniperus, Fokienia, Thuja, Thujopsis) \| \| \| \| |
|  | |
|  | Cupressoideae (Calocedrus, Microbiota, Platycladus, Tetraclinis, Chamaecyparis, Cupressus, Juniperus, Fokienia, Thuja, Thujopsis)                   |
|  | |

|  | Cupressoideae (Calocedrus, Microbiota, Platycladus, Tetraclinis, Chamaecyparis, Cupressus, Juniperus, Fokienia, Thuja, Thujopsis) |
|  | |

|  | Callitroideae (Actinostrobus, Callitris, Neocallitropsis, Diselma, Fitzroya, Widdringtonia, Austrocedrus, Libocedrus, Pilgerodendron, Papuacedrus)  |
|  | |
|  | \| \| Cupressoideae (Calocedrus, Microbiota, Platycladus, Tetraclinis, Chamaecyparis, Cupressus, Juniperus, Fokienia, Thuja, Thujopsis) \| \| \| \| |
|  | |
|  | Cupressoideae (Calocedrus, Microbiota, Platycladus, Tetraclinis, Chamaecyparis, Cupressus, Juniperus, Fokienia, Thuja, Thujopsis)                   |
|  | |

|  | Cupressoideae (Calocedrus, Microbiota, Platycladus, Tetraclinis, Chamaecyparis, Cupressus, Juniperus, Fokienia, Thuja, Thujopsis) |
|  | |

|  | Callitroideae (Actinostrobus, Callitris, Neocallitropsis, Diselma, Fitzroya, Widdringtonia, Austrocedrus, Libocedrus, Pilgerodendron, Papuacedrus)  |
|  | |
|  | \| \| Cupressoideae (Calocedrus, Microbiota, Platycladus, Tetraclinis, Chamaecyparis, Cupressus, Juniperus, Fokienia, Thuja, Thujopsis) \| \| \| \| |
|  | |
|  | Cupressoideae (Calocedrus, Microbiota, Platycladus, Tetraclinis, Chamaecyparis, Cupressus, Juniperus, Fokienia, Thuja, Thujopsis)                   |
|  | |

|  | Cupressoideae (Calocedrus, Microbiota, Platycladus, Tetraclinis, Chamaecyparis, Cupressus, Juniperus, Fokienia, Thuja, Thujopsis) |
|  | |

|  | Callitroideae (Actinostrobus, Callitris, Neocallitropsis, Diselma, Fitzroya, Widdringtonia, Austrocedrus, Libocedrus, Pilgerodendron, Papuacedrus)  |
|  | |
|  | \| \| Cupressoideae (Calocedrus, Microbiota, Platycladus, Tetraclinis, Chamaecyparis, Cupressus, Juniperus, Fokienia, Thuja, Thujopsis) \| \| \| \| |
|  | |
|  | Cupressoideae (Calocedrus, Microbiota, Platycladus, Tetraclinis, Chamaecyparis, Cupressus, Juniperus, Fokienia, Thuja, Thujopsis)                   |
|  | |

|  | Cupressoideae (Calocedrus, Microbiota, Platycladus, Tetraclinis, Chamaecyparis, Cupressus, Juniperus, Fokienia, Thuja, Thujopsis) |
|  | |

|  | Callitroideae (Actinostrobus, Callitris, Neocallitropsis, Diselma, Fitzroya, Widdringtonia, Austrocedrus, Libocedrus, Pilgerodendron, Papuacedrus)  |
|  | |
|  | \| \| Cupressoideae (Calocedrus, Microbiota, Platycladus, Tetraclinis, Chamaecyparis, Cupressus, Juniperus, Fokienia, Thuja, Thujopsis) \| \| \| \| |
|  | |
|  | Cupressoideae (Calocedrus, Microbiota, Platycladus, Tetraclinis, Chamaecyparis, Cupressus, Juniperus, Fokienia, Thuja, Thujopsis)                   |
|  | |

|  | Cupressoideae (Calocedrus, Microbiota, Platycladus, Tetraclinis, Chamaecyparis, Cupressus, Juniperus, Fokienia, Thuja, Thujopsis) |
|  | |

|  | Callitroideae (Actinostrobus, Callitris, Neocallitropsis, Diselma, Fitzroya, Widdringtonia, Austrocedrus, Libocedrus, Pilgerodendron, Papuacedrus)  |
|  | |
|  | \| \| Cupressoideae (Calocedrus, Microbiota, Platycladus, Tetraclinis, Chamaecyparis, Cupressus, Juniperus, Fokienia, Thuja, Thujopsis) \| \| \| \| |
|  | |
|  | Cupressoideae (Calocedrus, Microbiota, Platycladus, Tetraclinis, Chamaecyparis, Cupressus, Juniperus, Fokienia, Thuja, Thujopsis)                   |
|  | |

|  | Cupressoideae (Calocedrus, Microbiota, Platycladus, Tetraclinis, Chamaecyparis, Cupressus, Juniperus, Fokienia, Thuja, Thujopsis) |
|  | |

|  | Callitroideae (Actinostrobus, Callitris, Neocallitropsis, Diselma, Fitzroya, Widdringtonia, Austrocedrus, Libocedrus, Pilgerodendron, Papuacedrus)  |
|  | |
|  | \| \| Cupressoideae (Calocedrus, Microbiota, Platycladus, Tetraclinis, Chamaecyparis, Cupressus, Juniperus, Fokienia, Thuja, Thujopsis) \| \| \| \| |
|  | |
|  | Cupressoideae (Calocedrus, Microbiota, Platycladus, Tetraclinis, Chamaecyparis, Cupressus, Juniperus, Fokienia, Thuja, Thujopsis)                   |
|  | |

|  | Cupressoideae (Calocedrus, Microbiota, Platycladus, Tetraclinis, Chamaecyparis, Cupressus, Juniperus, Fokienia, Thuja, Thujopsis) |
|  | |

|  | Callitroideae (Actinostrobus, Callitris, Neocallitropsis, Diselma, Fitzroya, Widdringtonia, Austrocedrus, Libocedrus, Pilgerodendron, Papuacedrus)  |
|  | |
|  | \| \| Cupressoideae (Calocedrus, Microbiota, Platycladus, Tetraclinis, Chamaecyparis, Cupressus, Juniperus, Fokienia, Thuja, Thujopsis) \| \| \| \| |
|  | |
|  | Cupressoideae (Calocedrus, Microbiota, Platycladus, Tetraclinis, Chamaecyparis, Cupressus, Juniperus, Fokienia, Thuja, Thujopsis)                   |
|  | |

|  | Cupressoideae (Calocedrus, Microbiota, Platycladus, Tetraclinis, Chamaecyparis, Cupressus, Juniperus, Fokienia, Thuja, Thujopsis) |
|  | |

|  | Callitroideae (Actinostrobus, Callitris, Neocallitropsis, Diselma, Fitzroya, Widdringtonia, Austrocedrus, Libocedrus, Pilgerodendron, Papuacedrus)  |
|  | |
|  | \| \| Cupressoideae (Calocedrus, Microbiota, Platycladus, Tetraclinis, Chamaecyparis, Cupressus, Juniperus, Fokienia, Thuja, Thujopsis) \| \| \| \| |
|  | |
|  | Cupressoideae (Calocedrus, Microbiota, Platycladus, Tetraclinis, Chamaecyparis, Cupressus, Juniperus, Fokienia, Thuja, Thujopsis)                   |
|  | |

|  | Cupressoideae (Calocedrus, Microbiota, Platycladus, Tetraclinis, Chamaecyparis, Cupressus, Juniperus, Fokienia, Thuja, Thujopsis) |
|  | |

|  | Callitroideae (Actinostrobus, Callitris, Neocallitropsis, Diselma, Fitzroya, Widdringtonia, Austrocedrus, Libocedrus, Pilgerodendron, Papuacedrus)  |
|  | |
|  | \| \| Cupressoideae (Calocedrus, Microbiota, Platycladus, Tetraclinis, Chamaecyparis, Cupressus, Juniperus, Fokienia, Thuja, Thujopsis) \| \| \| \| |
|  | |
|  | Cupressoideae (Calocedrus, Microbiota, Platycladus, Tetraclinis, Chamaecyparis, Cupressus, Juniperus, Fokienia, Thuja, Thujopsis)                   |
|  | |

|  | Cupressoideae (Calocedrus, Microbiota, Platycladus, Tetraclinis, Chamaecyparis, Cupressus, Juniperus, Fokienia, Thuja, Thujopsis) |
|  | |

|  | Callitroideae (Actinostrobus, Callitris, Neocallitropsis, Diselma, Fitzroya, Widdringtonia, Austrocedrus, Libocedrus, Pilgerodendron, Papuacedrus)  |
|  | |
|  | \| \| Cupressoideae (Calocedrus, Microbiota, Platycladus, Tetraclinis, Chamaecyparis, Cupressus, Juniperus, Fokienia, Thuja, Thujopsis) \| \| \| \| |
|  | |
|  | Cupressoideae (Calocedrus, Microbiota, Platycladus, Tetraclinis, Chamaecyparis, Cupressus, Juniperus, Fokienia, Thuja, Thujopsis)                   |
|  | |

|  | Cupressoideae (Calocedrus, Microbiota, Platycladus, Tetraclinis, Chamaecyparis, Cupressus, Juniperus, Fokienia, Thuja, Thujopsis) |
|  | |

|  | Callitroideae (Actinostrobus, Callitris, Neocallitropsis, Diselma, Fitzroya, Widdringtonia, Austrocedrus, Libocedrus, Pilgerodendron, Papuacedrus)  |
|  | |
|  | \| \| Cupressoideae (Calocedrus, Microbiota, Platycladus, Tetraclinis, Chamaecyparis, Cupressus, Juniperus, Fokienia, Thuja, Thujopsis) \| \| \| \| |
|  | |
|  | Cupressoideae (Calocedrus, Microbiota, Platycladus, Tetraclinis, Chamaecyparis, Cupressus, Juniperus, Fokienia, Thuja, Thujopsis)                   |
|  | |

|  | Cupressoideae (Calocedrus, Microbiota, Platycladus, Tetraclinis, Chamaecyparis, Cupressus, Juniperus, Fokienia, Thuja, Thujopsis) |
|  | |

## Verwendung
Das Holz der Taiwanie ist sehr haltbar. Bekannt ist es besonders für die Herstellung von Särgen. Das brachte ihr den englischen Namen coffin tree (Sargbaum) ein. In Vietnam wird es zusammen mit dem Holz der Fujian-Zypresse (Fokienia hodginsii) zum Bau von Häusern, besonders zur Herstellung der Dachbalken verwendet. Teilweise ist das Holz dekorativ mit blass gelben und roten Jahresringen versehen und ist dann für die Herstellung von Möbeln beliebt.
Inhaltsstoffe aus dem Holz werden zur biologischen Schädlingsbekämpfung getestet. So konnte z. B. eine hemmende Wirkung von ätherischen Ölen der Taiwanie auf Termitenfraß (durch Coptotermes formosanus) beobachtet werden. Auch gegen Bakterien, Pilze und Milben bestehen solche Wirkungen.
Die Art wurde in China schon lange vor der wissenschaftlichen Beschreibung 1906 außerhalb des natürlichen Verbreitungsgebiets kultiviert. In Europa, Japan, Nordamerika und Neuseeland wurde sie als Zierbaum eingeführt, wo sie gut in gemäßigten Zonen ohne oder mit nur leichtem Frost gedeiht. Trotz der attraktiven Form und der dekorativen Belaubung junger Bäume wird sie selten verwendet. Man findet sie in Mitteleuropa meist nur in Botanischen Gärten und Arboreten. In Deutschland wächst ein Exemplar im Botanischen Garten Bonn, weitere in Freiburg, im Essener Grugapark und im Rhein-Main-Gebiet. In der Schweiz gibt es ein Exemplar im Botanischen Garten der Universität Basel. Das vermutlich größte Exemplar und der einzige Baum mit Zapfen westlich des Urals und nördlich der Alpen steht im zentralen Kuppelgewächshaus im Botanischen Garten Düsseldorf.